# تايلور روبرتسون
تايلور روبرتسون هو لاعب كرة قدم أمريكية ولاعب كرة القدم الكندية كندي، ولد في 8 سبتمبر 1980 في برانتفورد في كندا.